# دانيال لويس جيمس
دانييل لويس جيمس (14 يناير 1911 - 18 مايو 1988)، كاتب أمريكي، اشتهر بروايته الشهيرة Famous all over town، والتي تتحدث عن الأمريكيين المكسيكيين في لوس أنجلوس. نشر الرواية تحت اسمه المستعار داني سانتياغو، وخلال معظم حياته المهنية، أبقى هويته سرا. لم يعرف وكيل جيمس الخاص كارل براندت اسمه الحقيقي حتى كشف عنه زميله المؤلف والصديق جون غريغوري دون. يصف بعض النقاد هذا الاستخدام لاسم مستعار لاتيني بأنه احتيال أدبي، بينما يقدر آخرون مساهماته في الأدب بغض النظر عن عرقه. وعلى الرغم من أنه كان أبيض اللون، إلا أن بعض النقاد اعتقدوا أنه كان قادرًا على نقل صورة دقيقة لثقافة الشيكانو [الإنجليزية] .